# Oligoclada stenoptera
Oligoclada stenoptera är en trollsländeart som beskrevs av Borror 1931. Oligoclada stenoptera ingår i släktet Oligoclada och familjen segeltrollsländor. Inga underarter finns listade i Catalogue of Life.